# ویلیام چارلز ولز
ویلیام چارلز ولز (انگلیسی: William Charles Wells; ۱ ژانویهٔ ۱۷۵۷ – ۱ ژانویهٔ ۱۸۱۷) اهل بریتانیا بود. یک پزشک و چاپگر اسکاتلندی-آمریکایی بود. او زندگی با تنوع خارق‌العاده‌ای داشت، تحقیقات پزشکی قابل‌توجهی انجام داد، و اولین بیانیه روشن در مورد انتخاب طبیعی را بیان کرد.
وی همچنین برندهٔ جوایزی همچون نشان رامفورد و همکار انجمن سلطنتی شده است.